# Kniphofia uvaria
Kniphofia uvaria es una planta herbácea de la familia Xanthorrhoeaceae. Es originaria del sur de  África.

## Descripción
Es una planta herbácea perennifolia con las hojas ensiforme-acuminadas, ligeramente glaucas, moderadamente firmes en textura, de 30 a 60 cm de largo, 2,50 cm de ancho, escabroso el margen, con aguda quilla, y con unas 30-40 venas verticales. La inflorescencia con pedúnculo, del tamaño de las hojas, en forma de racimo denso, con brácteas ovadas, obtusas, el perianto cilíndrico. El fruto en forma de cápsula ovoide.

## Taxonomía
Kniphofia uvaria fue descrita por  (Linneo) Oken y publicado en Allgemeine Naturgeschichte 3(1): 566, en el año 1841.
Sinonimia
| - Aletris uvaria (L.) L. - Aloe longifolia Lam. - Aloe rigida Salisb. - Aloe uvaria L. basónimo - Kniphofia alooides Moench - Kniphofia bachmannii Baker - Kniphofia burchellii (Sweet ex Lindl.) Kunth - Kniphofia occidentalis A.Berger - Kniphofia odorata Heynh. - Kniphofia uvaria (L.) Hook. - Kniphofia uvaria var. glaucescens G.Nicholson - Kniphofia uvaria var. nobilis (Guillon) Baker - Kniphofia uvaria var. serotina Baker | - Triclissa uvaria (L.) Salisb. - Tritoma burchellii Sweet ex Lindl. - Tritoma canari Carrière - Tritoma glauca H.Vilm. - Tritoma nobilis Guillon - Tritoma recurva H.Vilm. - Tritoma saundersii Carrière - Tritoma uvaria (L.) Ker Gawl. - Tritomanthe uvaria (L.) Link - Tritomium uvaria (L.) Link - Veltheimia speciosa Roth - Veltheimia uvaria (L.) Willd. |